# Rhododendron championiae
Rhododendron championiae là một loài thực vật có hoa trong họ Thạch nam. Loài này được Hook. miêu tả khoa học đầu tiên năm 1851.